# آلخاندرا کوستاماگنا
آلخاندرا کوستاماگنا (انگلیسی: Alejandra Costamagna؛ زادهٔ ۲۳ مارس ۱۹۷۰) نویسنده، روزنامه‌نگار اهل شیلی است.

## زندگی‌نامه
والدین آلخاندرا کوستاماگنا در سال ۱۹۶۷ از آرژانتین به شیلی مهاجرت کردند. او به یاد می‌آورد که نخستین تجربه‌اش با نوشتن، از طریق ثبت یادداشت‌های روزانه بود که به‌صورت نامنظم از سن ده‌سالگی آغاز کرد.
در دوران نوجوانی، آلخاندرا کوستاماگنا شروع به جدی‌تر گرفتن نوشتن کرد، پس از آنکه به مدرسه فرانسیسکو میراندا وارد شد و به منطقه لا رینا نقل‌مکان کرد. در آنجا، استاد گیرمو پرز او را به خواندن آثار نرودا، میسترال، شکسپیر، چخوف و رمان جنایت و مکافات نوشته داستایوسکی که تا به امروز نیز تأثیر خود را بر نوشته‌های او حفظ کرده است، توصیه کرد.
علاوه بر این، مصاحبه‌ای برای او ترتیب داده شد و او به خانه همسایه‌اش نیکانور پاررا رفت، جایی که با او دربارهٔ شعر و بی‌خوابی که هر دو در آن مشترک بودند، صحبت کرد.

## تحصیلات آکادمیک
آلخاندرا کوستاماگنا در دانشگاه دیگو پورتالس روزنامه‌نگاری خواند و در کارگاه‌های نویسندگی به سرپرستی گیرمو بلانکو، پیا باروس، کارلوس سردا و آنتونیو اسکارمتا شرکت کرد. بعدها، او برای دریافت مدرک کارشناسی ارشد در رشته ادبیات، تحصیل در دانشگاه شیلی را آغاز کرد.
آلخاندرا کوستاماگنا با مجلات گاتوپاردو، رولینگ استون و ال مالپنسنته همکاری کرده است. در سال ۱۹۹۴، او یک بورسیه FONDART برای نوشتن اولین رمان خود دریافت کرد.
او در سال ۲۰۰۳، بورسیه‌ای از برنامه بین‌المللی نویسندگی دانشگاه آیووا دریافت کرد.
در سال ۲۰۱۱، آلخاندرا کوستاماگنا اظهار داشت که به سکوت علاقه دارد: «من این سکوت نیمه‌آلوده به صدای خودروها، از شهری که در فاصله دور است، را دوست دارم. مثل تنها بودن، اما همراه بودن است. و اگر نیاز به صحبت داشته باشم، پاسکوال را دارم.»
او همچنین بیان کرد که نمی‌خواهد فرزند داشته باشد: «ایده خانواده‌ای که از مادر، پدر، فرزندان، پرستاران و حیوانات خانگی تشکیل شده، برای من خیلی بسته، فقیر و محافظه‌کار به نظر می‌رسد. جدا از انتخاب شخصی من که نمی‌خواهم مادر باشم، فکر می‌کنم داشتن فرزند خیلی خوب است.»
کوستاماگنا نگرانی‌ای در مورد رسیدن به موفقیت بزرگ نداشت: «دوست دارم زندگی‌ام همچنان عادی باشد، اینکه نوشتن و منتشر کردن شادی من است. نمی‌خواهم کارم به مسابقه‌ای برای موفقیت تبدیل شود یا مجبور باشم به توقعات انتشاراتی پاسخ دهم. خودم را این‌گونه نمی‌بینم.»
او همچنین از کلیشه‌های مربوط به زنان ابراز تاسف کرد: «این‌که زنان بیشتر گریه می‌کنند و با احساسات بیشتری می‌نویسند، کلیشه‌ای است که برای برابری جنسیتی بسیار بد است. و این موضوع شامل وظایف زنان برای ازدواج، داشتن فرزندان و تشکیل خانواده‌ای شاد نیز می‌شود.»

## سوابق شغلی
آلخاندرا کوستاماگنا سردبیر بخش فرهنگ و سرگرمی روزنامه ملت بود. او در ایستگاه رادیویی راک و پاپ در برنامه‌های افراد متفکر و پارک جنگلی به‌عنوان گوینده رادیویی فعالیت داشت.
در سال ۱۹۹۶، اولین رمان خود با عنوان با صدای آرام را منتشر کرد. در سال ۲۰۰۰، کتاب شب‌های بد و در سال ۲۰۱۳، کتاب روزی روزگاری یک پرنده از او منتشر شدند.
او همچنین در تدریس کارگاه‌های ادبی فعالیت داشته است و به‌عنوان منتقد تئاتر برای روزنامه‌ها و مجلات ملی کار کرده است. علاوه بر این، به‌عنوان ستون‌نویس و نویسنده تاریخی  برای مجلات مختلف فعالیت داشته است.